# هزینه رویگردانی
هزینهٔ رویگردانی یا Switching Cost یک مفهوم در زمینه‌های مختلف اقتصادی و تجاری است که به هزینه‌ها یا مشکلاتی اشاره دارد که یک مشتری باید بپذیرد تا از یک محصول یا خدمات فعلی به یک محصول یا خدمات جدید بپردازد. این هزینه‌ها می‌توانند شامل هزینه‌های مالی مستقیم مانند قیمت جدید محصول، هزینه‌های نصب، راه اندازی و هزینه‌های آموزشی باشند.
هزینهٔ رویگردانی ممکن است شامل ابعاد غیرمالی مانند تغییر فرهنگ سازمانی، افزایش ناامنی اجتماعی، یا از دست دادن مزایای خاصی که با محصول یا خدمات فعلی همراه است نیز باشد. به عبارت دیگر، این هزینه‌ها و مشکلات ممکن است مشتری را از تغییر به محصول یا خدمات جدید بازدارند.
در صنایع مختلفی از جمله فناوری اطلاعات، مدیریت و بازاریابی، مفهوم Switching Cost بسیار مهم است و شرکت‌ها سعی می‌کنند این هزینه‌ها را به حداقل برسانند تا مشتریان را به خود جلب و به محصولات و خدمات خود وفادار کنند. استفاده کردن مشتری از یک پلتفرم یا کسب‌وکار جایگزین شامل هزینه‌هایی است که این هزینه‌ها را Switching Cost یا هزینه مهاجرت به محصول یا خدمات ثانویه تعریف می‌کنند.

## انواع هزینه‌های ایجاد شده
انواع هزینه‌های ایجاد شده به شرح زیر می‌باشد:

### هزینه کوشش
- فرایندی که مشتری تصمیم می‌گیرد از محصول اولیه به محصول ثانویه مهاجرت کند و تلاش می‌کند اقدامی برای این مهاجرت انجام دهد.

### هزینه انتقال داده
- مثل مهاجرت کردن مشتری از ویندوز به مک یا از یاهو به جیمیل.

### هزینه مالی
- هزینه مالی‌ای که مشتری برای نصب پلتفرم جدید و با خرید محصول جدید انجام می‌دهد.

### هزینه احساسی مثل رابطه‌های عاطفی
- قاعدتاً خارج شدن از هر رابطه عاطفی‌ای گذر از هر دلیل منطقی‌ای که داشته باشد می‌تواند ضربه احساسی بزرگی به طرفین وارد کند.

### هزینه زمانی
- زمانی که برای جایگزین کردن گزینه ثانویه باید صرف شود مانند معطلی برای وارد کردن اطلاعات کاربر.

### هزینه جستجو برای جستجوی محصول مشابه
- هزینه‌ای که مشتری برای جستجوی محصول مشابه جهت انتخاب و مهاجرت به آن محصول، صرف می‌کند.

### هزینه وفاداری
- مثل تعویض شغل یا مهاجرت کردن از کشور.

## عوامل افزایش هزینهٔ رویگردانی

### هزینه مهارت
- مثل نرم‌افزارهای Adobe به فرض مثال اگر برای برنامه فتوشاپ جایگزینی وجود داشته باشد، برای استفاده باید مهارت استفاده از آن نرم‌افزار را به‌دست آورد و زمان زیادی را برای تسلط بر نرم‌افزار جدید صرف کرد.

### هزینه محصول کمتر
- به عنوان مثال گوشی‌های شیائومی با وجود برندهای بزرگی مثل اپل و سامسونگ در یک سطح از کیفیت، قیمت تمام شده کمتری برای مشتری دارند.

### هزینه‌های پذیرش صنعت
- مثل پسوند PDF که تقریباً تمام مردم آن را قبول کرده‌اند و دلیلی برای مهاجرت کردن از این محصول به پسوند و جایگزین دیگری را ندارند.

### هزینه‌های بسته‌بندی
- مانند شرکت‌هایی که بسته‌بندی بسیار بهتری نسبت به رقبای خود در سطح بازار دارند.

### هزینه‌های قراردادی و قانونی
- به عنوان مثال کارمندی که با یک شرکت قرارداد دارد یا مغازه‌ای که با یک سایت خرده‌فروشی قرارداد دارد برای مهاجرت کردن به جایگزین باید هزینه‌های قانونی را قبول کند.

### هزینه‌های احساسی
- هزینه‌هایی که برای مشتری هنگام مهاجرت به محصول ثانویه پیش می‌آید.

### هزینه قدرت داده
- پلتفرم اسپاتیفای یا آی‌تیونز با داده‌های زیاد و کاربرهای زیادی که به خود جذب کرده‌اند یکی از مثال‌های این نمونه هستند که مشتری برای مهاجرت کردن از این پلتفرم‌های هزینه‌های زیادی را باید پرداخت کند.[۲]